# Madhuca pasquieri
Madhuca pasquieri är en tvåhjärtbladig växtart som först beskrevs av Marcel Marie Maurice Dubard, och fick sitt nu gällande namn av Herman Johannes Lam. Madhuca pasquieri ingår i släktet Madhuca och familjen Sapotaceae. IUCN kategoriserar arten globalt som sårbar. Inga underarter finns listade i Catalogue of Life.

## Bildgalleri

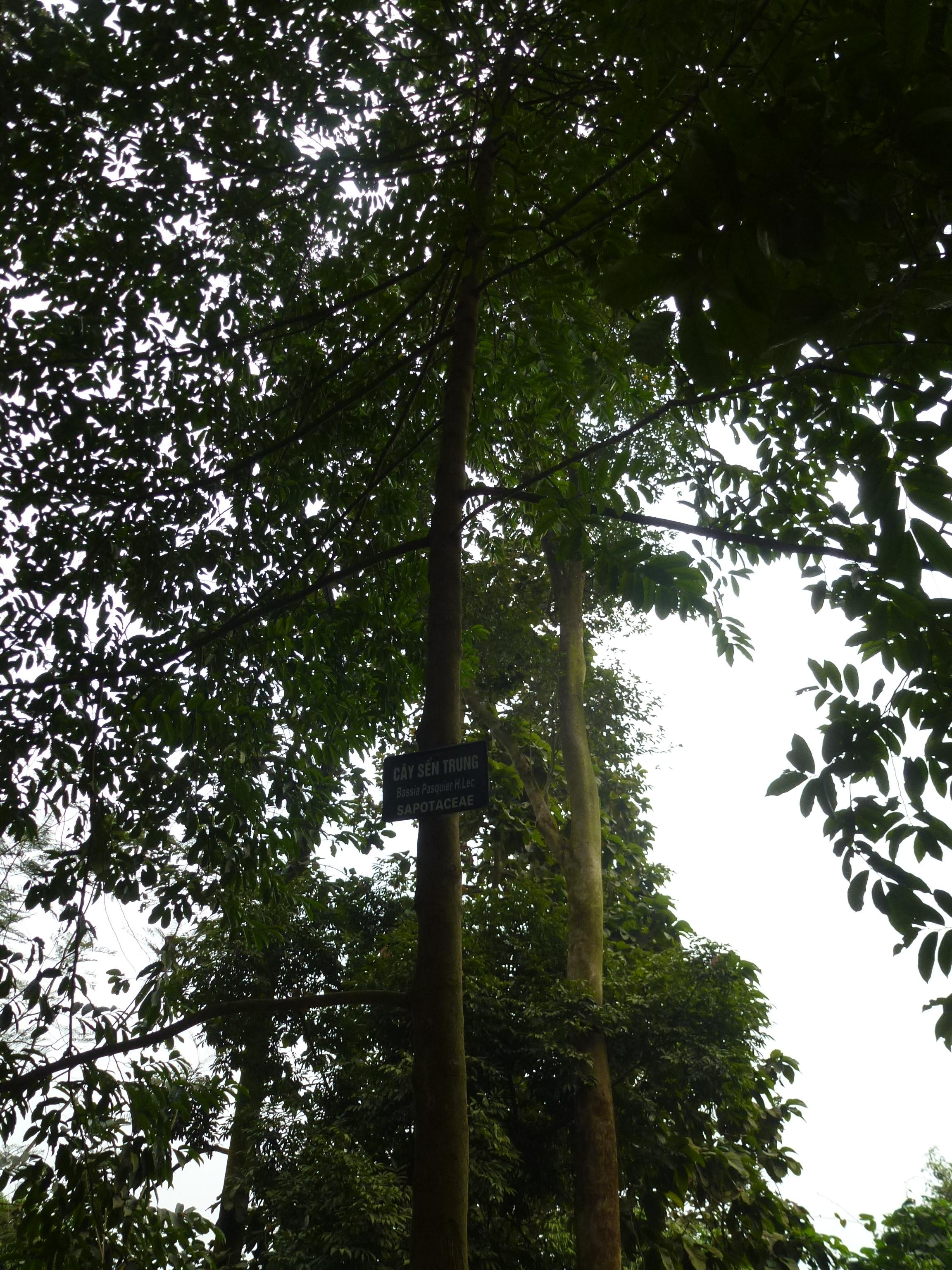
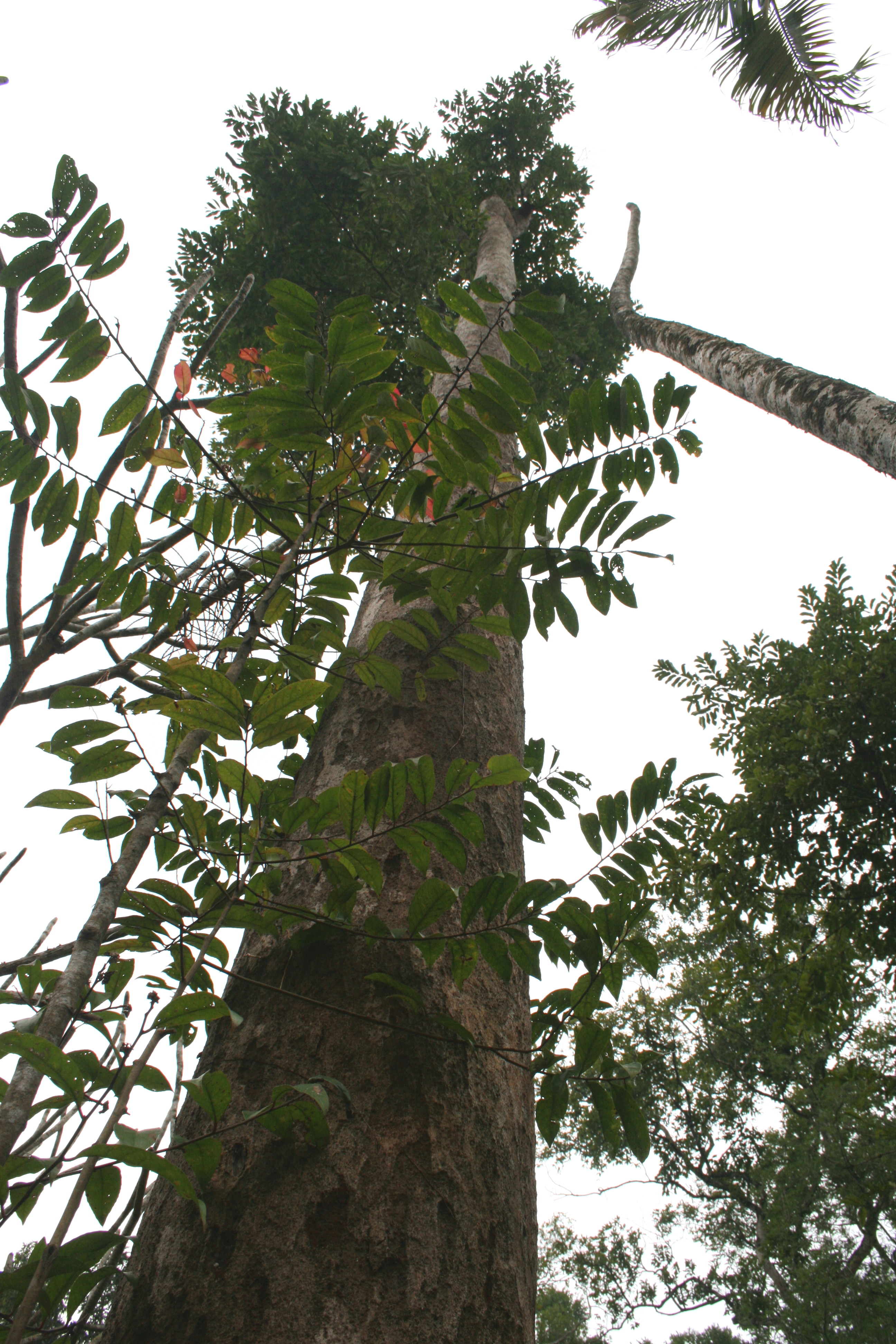